# Syzeuctus peringueyi
Syzeuctus peringueyi là một loài tò vò trong họ Ichneumonidae.